# Eupithecia costimacularia
Eupithecia costimacularia är en fjärilsart som beskrevs av John Henry Leech 1897. Eupithecia costimacularia ingår i släktet Eupithecia och familjen mätare. Inga underarter finns listade i Catalogue of Life.